# غينداريشتي
غينداريشتي هي قرية تقع في إقليم كونستانتا في رومانيا.

## السكان
حسب إحصائيات 2002 بلغ عدد سكان القرية 2,172 نسمة.